# 다그마 섀퍼
다그마 섀퍼(Dagmar Schäfer, 1958년 5월 23일 ~ )는 독일의 중국학자, 과학사학자이다. 베이징 대학, 뷔르츠부르크 대학교, 칭화 대학, 맨체스터 대학교 등에서 강의하였으며 2013년부터 막스 플랑크 과학사 연구소의 유물행동지식분과 소장으로 재직중이며 베를린 자유 대학교 명예교수, 톈진 대학 초빙교수 등을 지냈다.
1996년 뷔르츠부르크 대학교에서 박사학위를 받았으며 2005년 교수자격을 받았다.